# ビクトリア首都地域
ヴィクトリア首都地域（ヴィクトリアしゅとちいき、英: Capital Regional District, CRD）は、ブリティッシュコロンビア州の地方行政区の1つ。バンクーバー島の南端とガルフ諸島南部のエリアに位置し、13の市町村を含むグレーター・ビクトリアとファン・デ・フカ区（Juan de Fuca）を含む。

## 行政
地域（Regional District）の政府は、非営利団体の設立に始まって、水道水、公共の医療サービス、100km2以上ある地域内の公園やトレイルの管理など、多くの行政サービスを提供している。メンバーの市町村に対して拘束力のある条例を制定する権限も持っている。これは1996年に初めて施行された公共の場での禁煙（smoking ban）などを含む。
市町村として組織されていない地区の行政も担っており、動物管理局や建物査察、消防局、駐車場管理、条例の施行なども含まれている。

## 主な都市
- ヴィクトリア（Victoria）